# Матч-турнир за звание чемпиона мира по шахматам 1948
Матч-турнир за звание чемпиона мира по шахматам состоялся в Гааге и Москве со 2 марта по 18 мая 1948 года.

## История
После смерти в 1946 году чемпиона мира Александра Алехина выдвигались различные предложения об определении нового чемпиона. В частности, предлагалось провозгласить чемпионом Эйве (как последнего выигрывавшего матч за звание чемпиона и единственного экс-чемпиона, остававшегося в живых к тому времени), Ботвинника (поскольку Алехин принял его вызов на матч), провести матч между Эйве и Ботвинником и т. д. В конце концов конгресс ФИДЕ в 1947 году принял решение разыграть звание чемпиона мира в турнире с участием шести шахматистов, добившихся наивысших результатов в соревнованиях последних лет. В турнир были приглашены 3 представителя СССР — Ботвинник, Смыслов и Керес, 2 шахматиста из США — Решевский и Файн, а также экс-чемпион мира Эйве (Нидерланды). Предполагалось, что матч-турнир пройдёт в 4 круга, каждый участник сыграет по 20 партий. Перед самым началом Ройбен Файн отказался от участия, и, чтобы сохранить число партий для участников, было решено проводить соревнование в 5 кругов.
Первые 2 круга игрались в Гааге, 3 последних — в Москве, в Колонном зале Дома Союзов. Главным арбитром был Милан Видмар (Югославия).
Михаил Ботвинник захватил лидерство с первых туров и выиграл турнир с заметным преимуществом, имея положительный баланс со всеми соперниками и проиграв лишь 2 партии (причём вторую — уже обеспечив себе победу в турнире). Он стал шестым (и первым советским) чемпионом мира по шахматам.

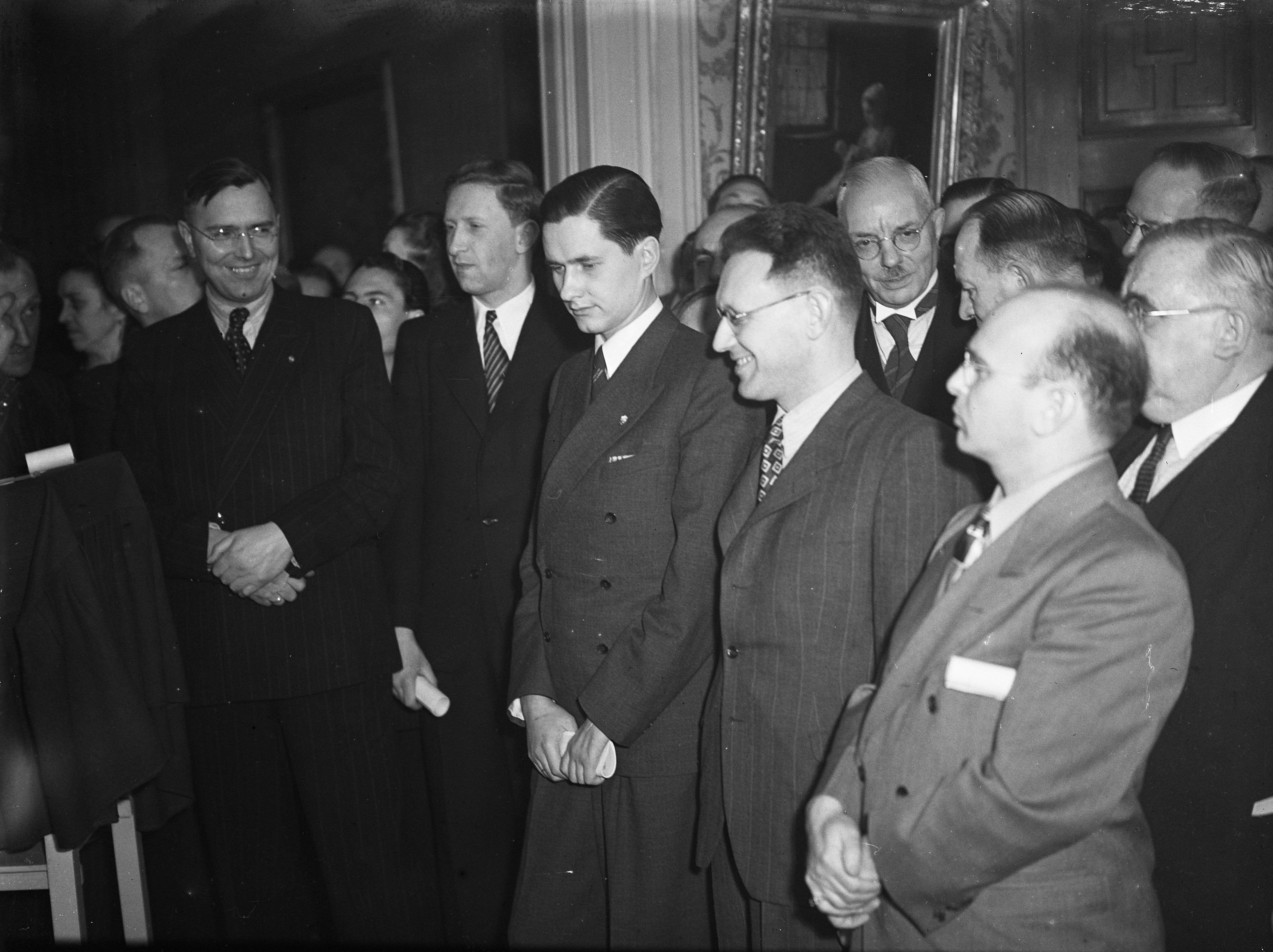
Эйве, Смыслов, Керес, Ботвинник и Решевский
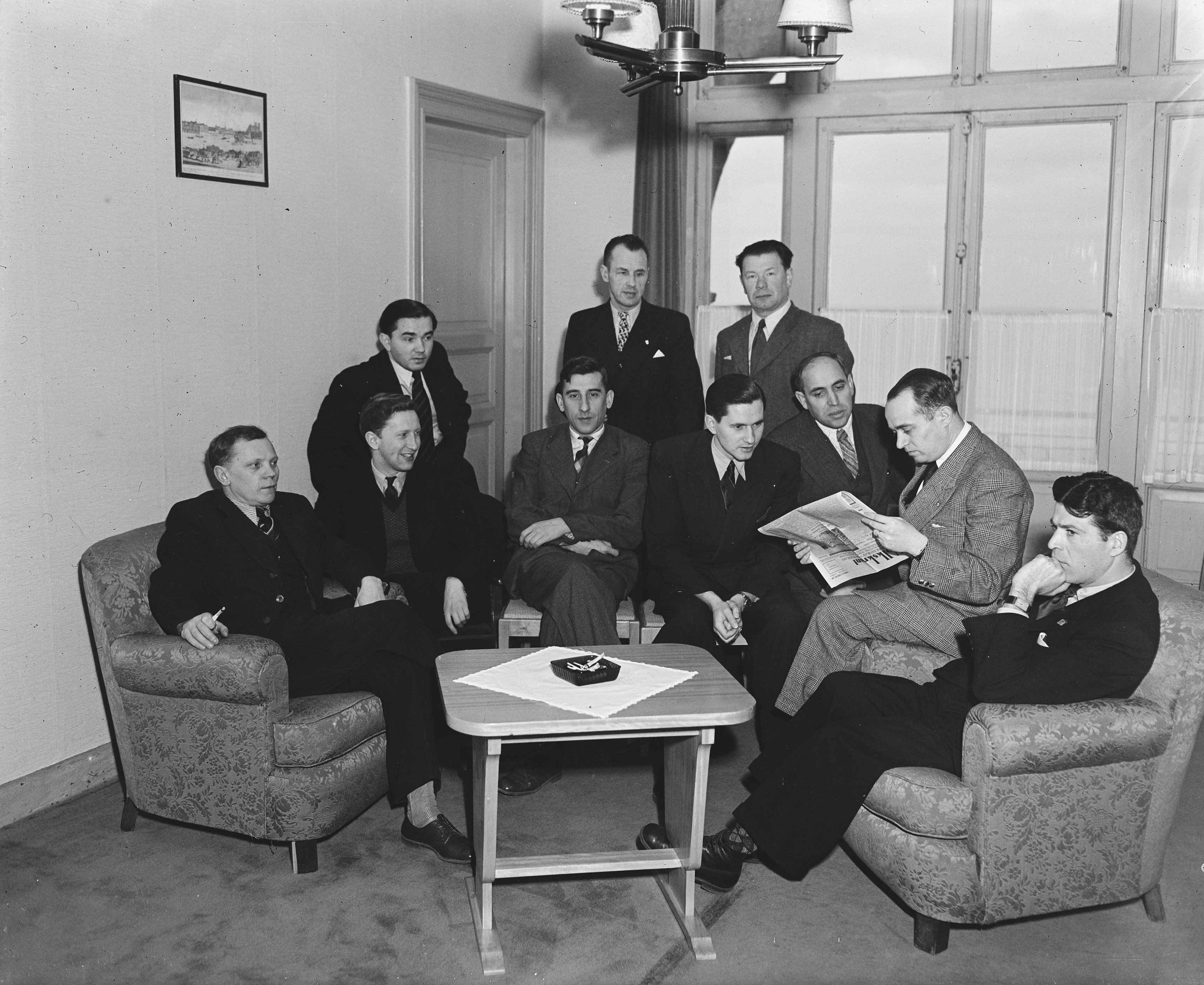
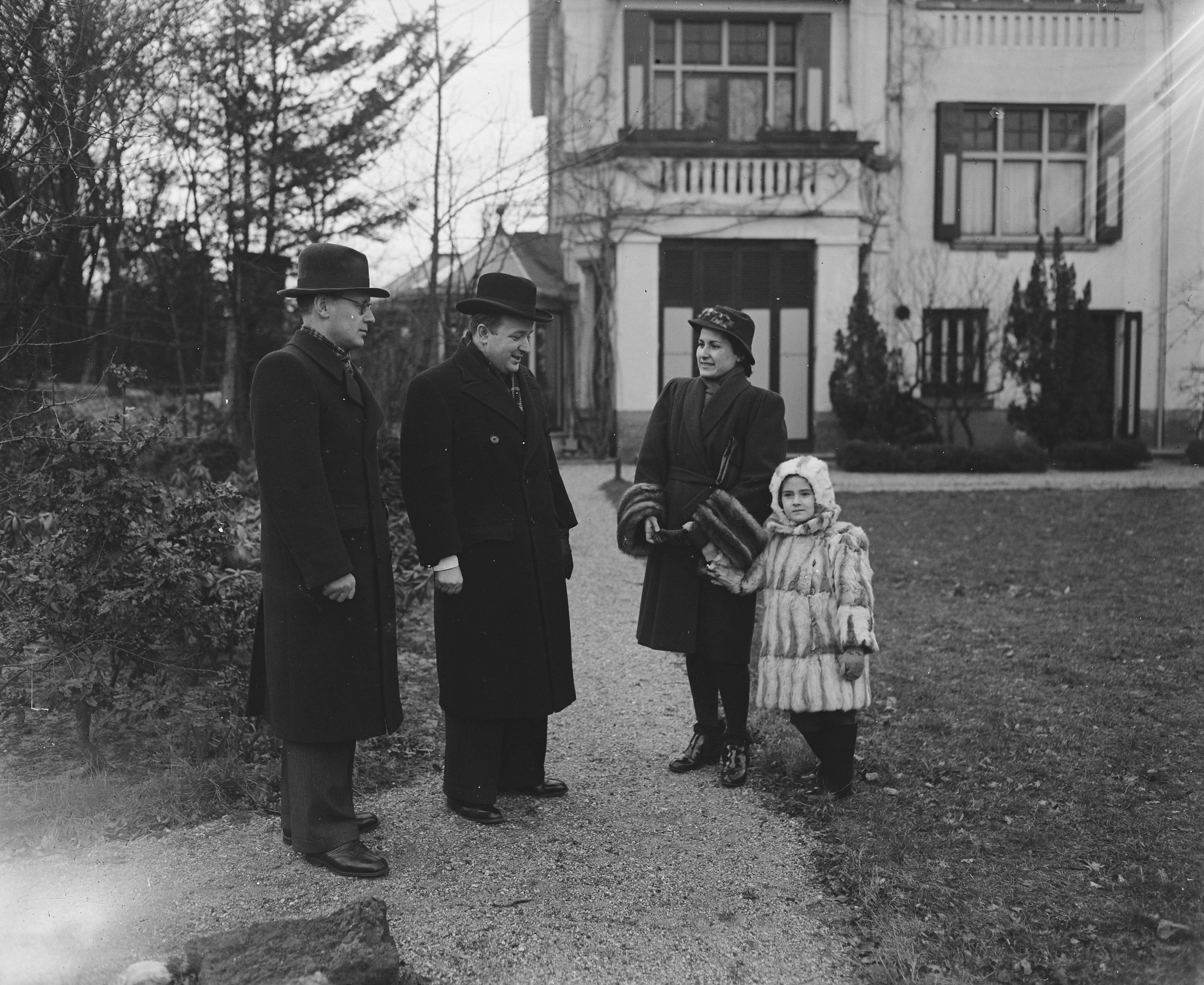
Ботвинник
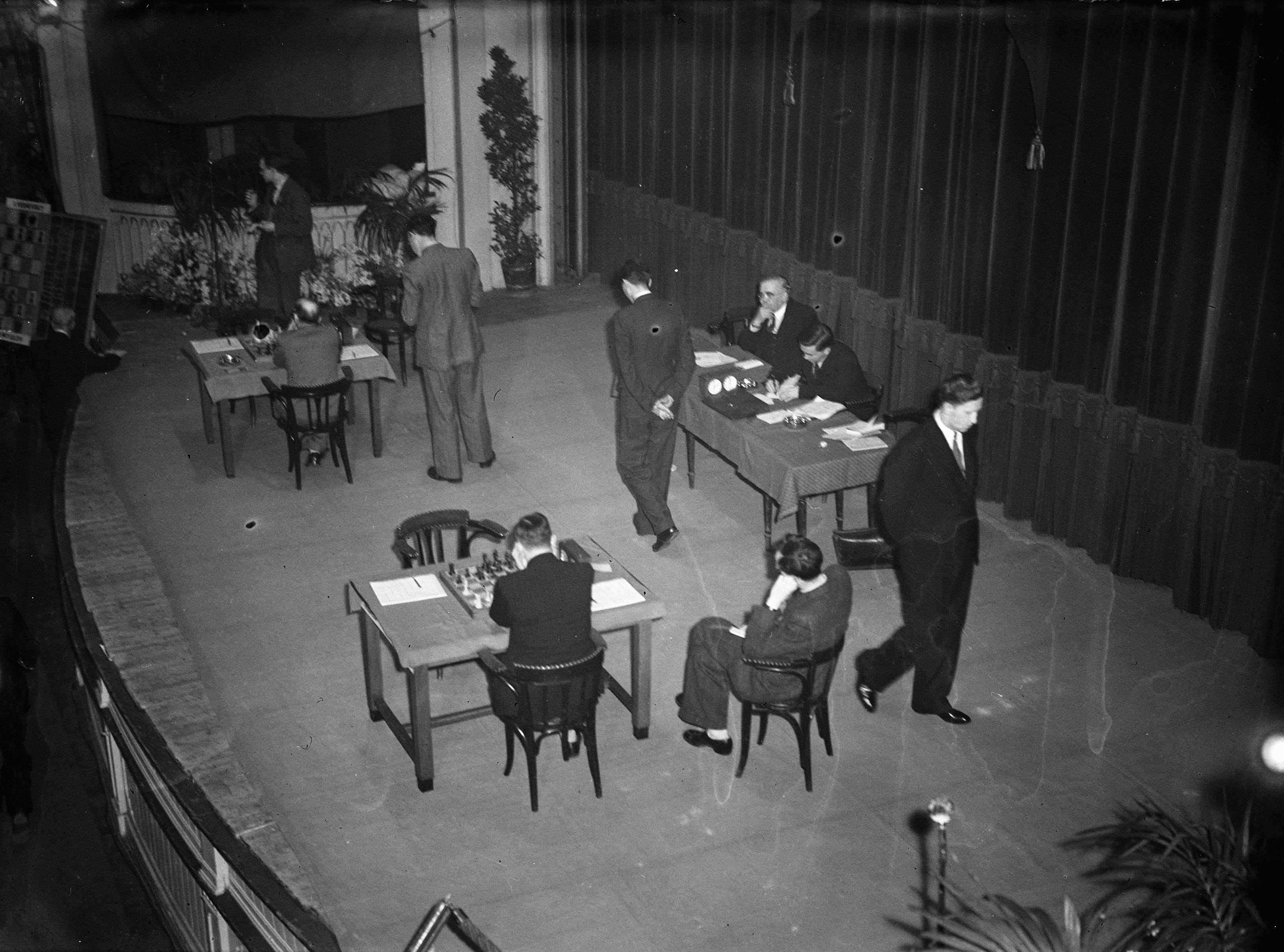
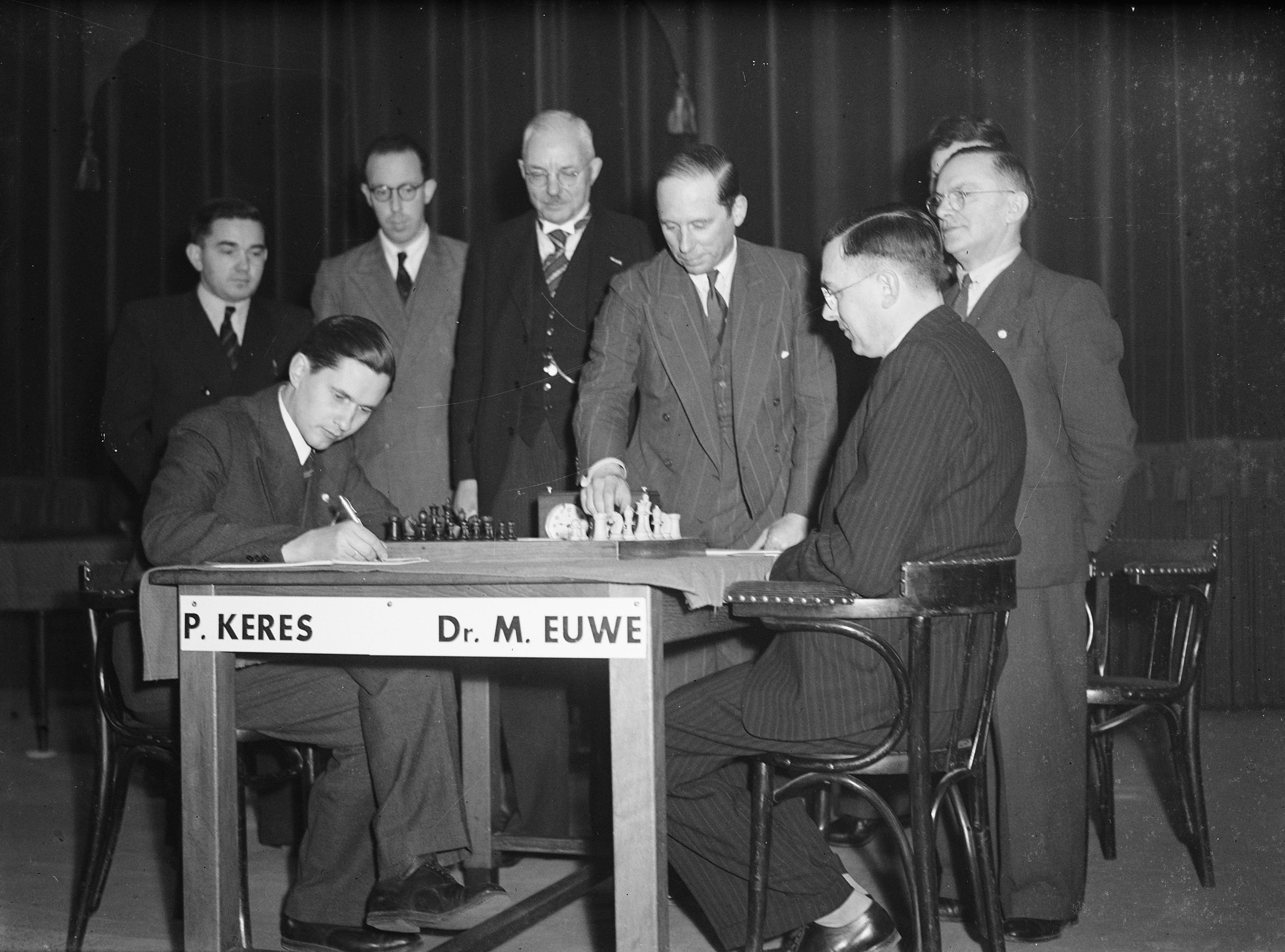
Керес — Эйве
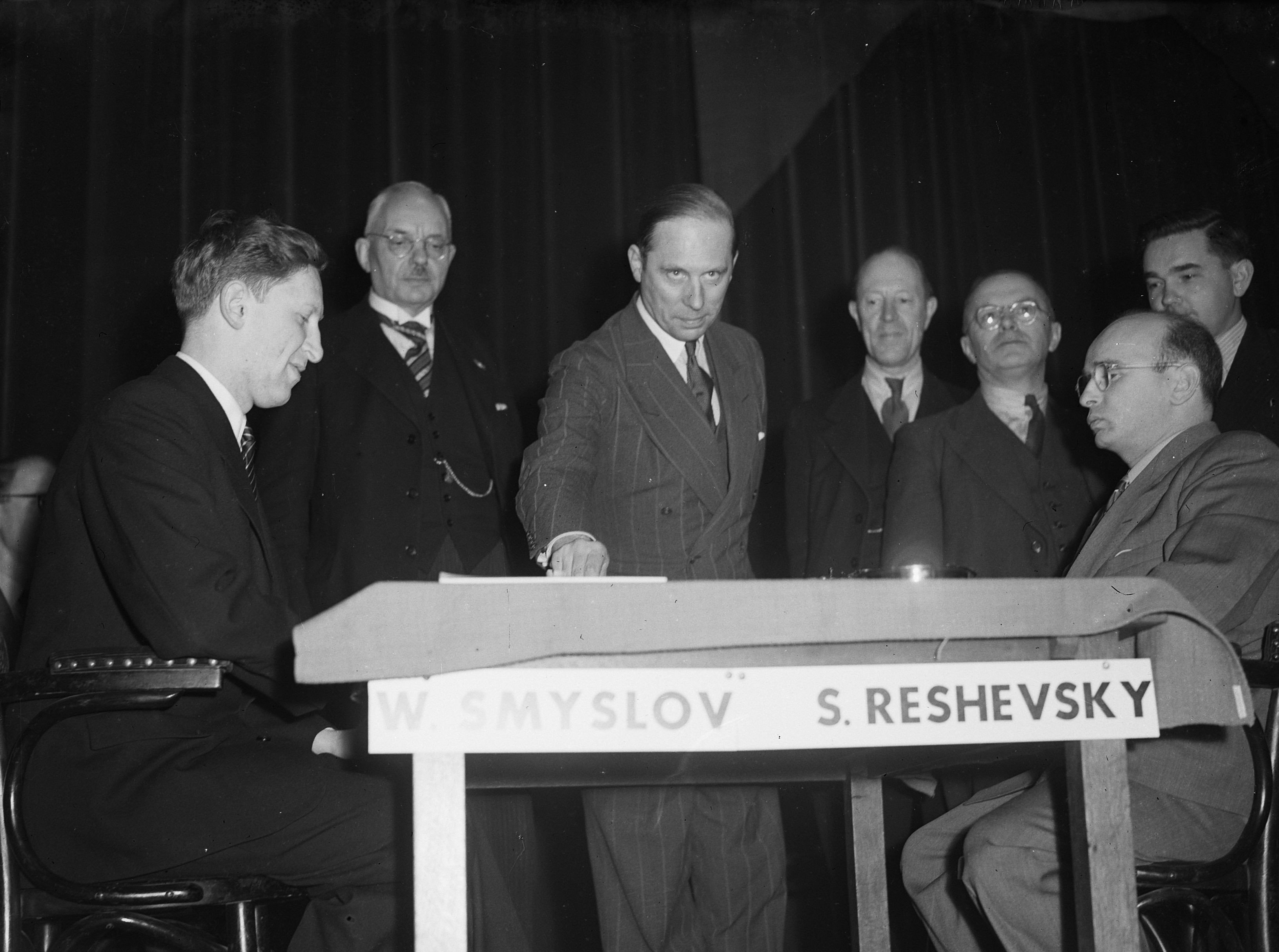
Смыслов — Решевский

## Турнирная таблица
| № | Участники         | 1 | 1 | 1 | 1 | 1 | 2 | 2 | 2 | 2 | 2 | 3 | 3 | 3 | 3 | 3 | 4 | 4 | 4 | 4 | 4 | 5 | 5 | 5 | 5 | 5 | +  | −  | =  | Очки | Место |
| - | ----------------- | - | - | - | - | - | - | - | - | - | - | - | - | - | - | - | - | - | - | - | - | - | - | - | - | - | -- | -- | -- | ---- | ----- |
| 1 | Михаил Ботвинник  |   |   |   |   |   | ½ | ½ | 1 | ½ | ½ | 1 | 1 | 1 | 1 | 0 | 1 | ½ | 0 | 1 | 1 | 1 | ½ | 1 | ½ | ½ | 10 | 2  | 8  | 14   | 1     |
| 2 | Василий Смыслов   | ½ | ½ | 0 | ½ | ½ |   |   |   |   |   | 0 | 0 | ½ | 1 | ½ | ½ | ½ | 1 | ½ | ½ | 1 | 1 | 0 | 1 | 1 | 6  | 4  | 10 | 11   | 2     |
| 3 | Пауль Керес       | 0 | 0 | 0 | 0 | 1 | 1 | 1 | ½ | 0 | ½ |   |   |   |   |   | 0 | ½ | 1 | 0 | ½ | 1 | ½ | 1 | 1 | 1 | 8  | 7  | 5  | 10½  | 3—4   |
| 4 | Самуэль Решевский | 0 | ½ | 1 | 0 | 0 | ½ | ½ | 0 | ½ | ½ | 1 | ½ | 0 | 1 | ½ |   |   |   |   |   | 1 | ½ | ½ | 1 | 1 | 6  | 5  | 9  | 10½  | 3—4   |
| 5 | Макс Эйве         | 0 | ½ | 0 | ½ | ½ | 0 | 0 | 1 | 0 | 0 | 0 | ½ | 0 | 0 | 0 | 0 | ½ | ½ | 0 | 0 |   |   |   |   |   | 1  | 13 | 6  | 4    | 5     |

## Примечательные партии

### Ботвинник — Керес, 1948 год
|   | a | b | c | d | e | f | g | h |   |
| - | --- | --- | --- | --- | --- | --- | --- | --- | - |
| 8 | a8 чёрная ладья · b8 чёрный ферзь · g8 чёрный король · a7 чёрная пешка · b7 чёрная пешка · d7 чёрный конь · e7 чёрная ладья · f7 чёрная пешка · g7 чёрная пешка · h7 чёрная пешка · e6 чёрный слон · f6 чёрный конь · g5 белая ладья · d4 белый ферзь · e4 белая пешка · a3 белая пешка · f3 белая пешка · g3 белый конь · e2 белый слон · g2 белая пешка · h2 белая пешка · c1 белый слон · f1 белая ладья · g1 белый король | a8 чёрная ладья · b8 чёрный ферзь · g8 чёрный король · a7 чёрная пешка · b7 чёрная пешка · d7 чёрный конь · e7 чёрная ладья · f7 чёрная пешка · g7 чёрная пешка · h7 чёрная пешка · e6 чёрный слон · f6 чёрный конь · g5 белая ладья · d4 белый ферзь · e4 белая пешка · a3 белая пешка · f3 белая пешка · g3 белый конь · e2 белый слон · g2 белая пешка · h2 белая пешка · c1 белый слон · f1 белая ладья · g1 белый король | a8 чёрная ладья · b8 чёрный ферзь · g8 чёрный король · a7 чёрная пешка · b7 чёрная пешка · d7 чёрный конь · e7 чёрная ладья · f7 чёрная пешка · g7 чёрная пешка · h7 чёрная пешка · e6 чёрный слон · f6 чёрный конь · g5 белая ладья · d4 белый ферзь · e4 белая пешка · a3 белая пешка · f3 белая пешка · g3 белый конь · e2 белый слон · g2 белая пешка · h2 белая пешка · c1 белый слон · f1 белая ладья · g1 белый король | a8 чёрная ладья · b8 чёрный ферзь · g8 чёрный король · a7 чёрная пешка · b7 чёрная пешка · d7 чёрный конь · e7 чёрная ладья · f7 чёрная пешка · g7 чёрная пешка · h7 чёрная пешка · e6 чёрный слон · f6 чёрный конь · g5 белая ладья · d4 белый ферзь · e4 белая пешка · a3 белая пешка · f3 белая пешка · g3 белый конь · e2 белый слон · g2 белая пешка · h2 белая пешка · c1 белый слон · f1 белая ладья · g1 белый король | a8 чёрная ладья · b8 чёрный ферзь · g8 чёрный король · a7 чёрная пешка · b7 чёрная пешка · d7 чёрный конь · e7 чёрная ладья · f7 чёрная пешка · g7 чёрная пешка · h7 чёрная пешка · e6 чёрный слон · f6 чёрный конь · g5 белая ладья · d4 белый ферзь · e4 белая пешка · a3 белая пешка · f3 белая пешка · g3 белый конь · e2 белый слон · g2 белая пешка · h2 белая пешка · c1 белый слон · f1 белая ладья · g1 белый король | a8 чёрная ладья · b8 чёрный ферзь · g8 чёрный король · a7 чёрная пешка · b7 чёрная пешка · d7 чёрный конь · e7 чёрная ладья · f7 чёрная пешка · g7 чёрная пешка · h7 чёрная пешка · e6 чёрный слон · f6 чёрный конь · g5 белая ладья · d4 белый ферзь · e4 белая пешка · a3 белая пешка · f3 белая пешка · g3 белый конь · e2 белый слон · g2 белая пешка · h2 белая пешка · c1 белый слон · f1 белая ладья · g1 белый король | a8 чёрная ладья · b8 чёрный ферзь · g8 чёрный король · a7 чёрная пешка · b7 чёрная пешка · d7 чёрный конь · e7 чёрная ладья · f7 чёрная пешка · g7 чёрная пешка · h7 чёрная пешка · e6 чёрный слон · f6 чёрный конь · g5 белая ладья · d4 белый ферзь · e4 белая пешка · a3 белая пешка · f3 белая пешка · g3 белый конь · e2 белый слон · g2 белая пешка · h2 белая пешка · c1 белый слон · f1 белая ладья · g1 белый король | a8 чёрная ладья · b8 чёрный ферзь · g8 чёрный король · a7 чёрная пешка · b7 чёрная пешка · d7 чёрный конь · e7 чёрная ладья · f7 чёрная пешка · g7 чёрная пешка · h7 чёрная пешка · e6 чёрный слон · f6 чёрный конь · g5 белая ладья · d4 белый ферзь · e4 белая пешка · a3 белая пешка · f3 белая пешка · g3 белый конь · e2 белый слон · g2 белая пешка · h2 белая пешка · c1 белый слон · f1 белая ладья · g1 белый король | 8 |
| 7 | a8 чёрная ладья · b8 чёрный ферзь · g8 чёрный король · a7 чёрная пешка · b7 чёрная пешка · d7 чёрный конь · e7 чёрная ладья · f7 чёрная пешка · g7 чёрная пешка · h7 чёрная пешка · e6 чёрный слон · f6 чёрный конь · g5 белая ладья · d4 белый ферзь · e4 белая пешка · a3 белая пешка · f3 белая пешка · g3 белый конь · e2 белый слон · g2 белая пешка · h2 белая пешка · c1 белый слон · f1 белая ладья · g1 белый король | a8 чёрная ладья · b8 чёрный ферзь · g8 чёрный король · a7 чёрная пешка · b7 чёрная пешка · d7 чёрный конь · e7 чёрная ладья · f7 чёрная пешка · g7 чёрная пешка · h7 чёрная пешка · e6 чёрный слон · f6 чёрный конь · g5 белая ладья · d4 белый ферзь · e4 белая пешка · a3 белая пешка · f3 белая пешка · g3 белый конь · e2 белый слон · g2 белая пешка · h2 белая пешка · c1 белый слон · f1 белая ладья · g1 белый король | a8 чёрная ладья · b8 чёрный ферзь · g8 чёрный король · a7 чёрная пешка · b7 чёрная пешка · d7 чёрный конь · e7 чёрная ладья · f7 чёрная пешка · g7 чёрная пешка · h7 чёрная пешка · e6 чёрный слон · f6 чёрный конь · g5 белая ладья · d4 белый ферзь · e4 белая пешка · a3 белая пешка · f3 белая пешка · g3 белый конь · e2 белый слон · g2 белая пешка · h2 белая пешка · c1 белый слон · f1 белая ладья · g1 белый король | a8 чёрная ладья · b8 чёрный ферзь · g8 чёрный король · a7 чёрная пешка · b7 чёрная пешка · d7 чёрный конь · e7 чёрная ладья · f7 чёрная пешка · g7 чёрная пешка · h7 чёрная пешка · e6 чёрный слон · f6 чёрный конь · g5 белая ладья · d4 белый ферзь · e4 белая пешка · a3 белая пешка · f3 белая пешка · g3 белый конь · e2 белый слон · g2 белая пешка · h2 белая пешка · c1 белый слон · f1 белая ладья · g1 белый король | a8 чёрная ладья · b8 чёрный ферзь · g8 чёрный король · a7 чёрная пешка · b7 чёрная пешка · d7 чёрный конь · e7 чёрная ладья · f7 чёрная пешка · g7 чёрная пешка · h7 чёрная пешка · e6 чёрный слон · f6 чёрный конь · g5 белая ладья · d4 белый ферзь · e4 белая пешка · a3 белая пешка · f3 белая пешка · g3 белый конь · e2 белый слон · g2 белая пешка · h2 белая пешка · c1 белый слон · f1 белая ладья · g1 белый король | a8 чёрная ладья · b8 чёрный ферзь · g8 чёрный король · a7 чёрная пешка · b7 чёрная пешка · d7 чёрный конь · e7 чёрная ладья · f7 чёрная пешка · g7 чёрная пешка · h7 чёрная пешка · e6 чёрный слон · f6 чёрный конь · g5 белая ладья · d4 белый ферзь · e4 белая пешка · a3 белая пешка · f3 белая пешка · g3 белый конь · e2 белый слон · g2 белая пешка · h2 белая пешка · c1 белый слон · f1 белая ладья · g1 белый король | a8 чёрная ладья · b8 чёрный ферзь · g8 чёрный король · a7 чёрная пешка · b7 чёрная пешка · d7 чёрный конь · e7 чёрная ладья · f7 чёрная пешка · g7 чёрная пешка · h7 чёрная пешка · e6 чёрный слон · f6 чёрный конь · g5 белая ладья · d4 белый ферзь · e4 белая пешка · a3 белая пешка · f3 белая пешка · g3 белый конь · e2 белый слон · g2 белая пешка · h2 белая пешка · c1 белый слон · f1 белая ладья · g1 белый король | a8 чёрная ладья · b8 чёрный ферзь · g8 чёрный король · a7 чёрная пешка · b7 чёрная пешка · d7 чёрный конь · e7 чёрная ладья · f7 чёрная пешка · g7 чёрная пешка · h7 чёрная пешка · e6 чёрный слон · f6 чёрный конь · g5 белая ладья · d4 белый ферзь · e4 белая пешка · a3 белая пешка · f3 белая пешка · g3 белый конь · e2 белый слон · g2 белая пешка · h2 белая пешка · c1 белый слон · f1 белая ладья · g1 белый король | 7 |
| 6 | a8 чёрная ладья · b8 чёрный ферзь · g8 чёрный король · a7 чёрная пешка · b7 чёрная пешка · d7 чёрный конь · e7 чёрная ладья · f7 чёрная пешка · g7 чёрная пешка · h7 чёрная пешка · e6 чёрный слон · f6 чёрный конь · g5 белая ладья · d4 белый ферзь · e4 белая пешка · a3 белая пешка · f3 белая пешка · g3 белый конь · e2 белый слон · g2 белая пешка · h2 белая пешка · c1 белый слон · f1 белая ладья · g1 белый король | a8 чёрная ладья · b8 чёрный ферзь · g8 чёрный король · a7 чёрная пешка · b7 чёрная пешка · d7 чёрный конь · e7 чёрная ладья · f7 чёрная пешка · g7 чёрная пешка · h7 чёрная пешка · e6 чёрный слон · f6 чёрный конь · g5 белая ладья · d4 белый ферзь · e4 белая пешка · a3 белая пешка · f3 белая пешка · g3 белый конь · e2 белый слон · g2 белая пешка · h2 белая пешка · c1 белый слон · f1 белая ладья · g1 белый король | a8 чёрная ладья · b8 чёрный ферзь · g8 чёрный король · a7 чёрная пешка · b7 чёрная пешка · d7 чёрный конь · e7 чёрная ладья · f7 чёрная пешка · g7 чёрная пешка · h7 чёрная пешка · e6 чёрный слон · f6 чёрный конь · g5 белая ладья · d4 белый ферзь · e4 белая пешка · a3 белая пешка · f3 белая пешка · g3 белый конь · e2 белый слон · g2 белая пешка · h2 белая пешка · c1 белый слон · f1 белая ладья · g1 белый король | a8 чёрная ладья · b8 чёрный ферзь · g8 чёрный король · a7 чёрная пешка · b7 чёрная пешка · d7 чёрный конь · e7 чёрная ладья · f7 чёрная пешка · g7 чёрная пешка · h7 чёрная пешка · e6 чёрный слон · f6 чёрный конь · g5 белая ладья · d4 белый ферзь · e4 белая пешка · a3 белая пешка · f3 белая пешка · g3 белый конь · e2 белый слон · g2 белая пешка · h2 белая пешка · c1 белый слон · f1 белая ладья · g1 белый король | a8 чёрная ладья · b8 чёрный ферзь · g8 чёрный король · a7 чёрная пешка · b7 чёрная пешка · d7 чёрный конь · e7 чёрная ладья · f7 чёрная пешка · g7 чёрная пешка · h7 чёрная пешка · e6 чёрный слон · f6 чёрный конь · g5 белая ладья · d4 белый ферзь · e4 белая пешка · a3 белая пешка · f3 белая пешка · g3 белый конь · e2 белый слон · g2 белая пешка · h2 белая пешка · c1 белый слон · f1 белая ладья · g1 белый король | a8 чёрная ладья · b8 чёрный ферзь · g8 чёрный король · a7 чёрная пешка · b7 чёрная пешка · d7 чёрный конь · e7 чёрная ладья · f7 чёрная пешка · g7 чёрная пешка · h7 чёрная пешка · e6 чёрный слон · f6 чёрный конь · g5 белая ладья · d4 белый ферзь · e4 белая пешка · a3 белая пешка · f3 белая пешка · g3 белый конь · e2 белый слон · g2 белая пешка · h2 белая пешка · c1 белый слон · f1 белая ладья · g1 белый король | a8 чёрная ладья · b8 чёрный ферзь · g8 чёрный король · a7 чёрная пешка · b7 чёрная пешка · d7 чёрный конь · e7 чёрная ладья · f7 чёрная пешка · g7 чёрная пешка · h7 чёрная пешка · e6 чёрный слон · f6 чёрный конь · g5 белая ладья · d4 белый ферзь · e4 белая пешка · a3 белая пешка · f3 белая пешка · g3 белый конь · e2 белый слон · g2 белая пешка · h2 белая пешка · c1 белый слон · f1 белая ладья · g1 белый король | a8 чёрная ладья · b8 чёрный ферзь · g8 чёрный король · a7 чёрная пешка · b7 чёрная пешка · d7 чёрный конь · e7 чёрная ладья · f7 чёрная пешка · g7 чёрная пешка · h7 чёрная пешка · e6 чёрный слон · f6 чёрный конь · g5 белая ладья · d4 белый ферзь · e4 белая пешка · a3 белая пешка · f3 белая пешка · g3 белый конь · e2 белый слон · g2 белая пешка · h2 белая пешка · c1 белый слон · f1 белая ладья · g1 белый король | 6 |
| 5 | a8 чёрная ладья · b8 чёрный ферзь · g8 чёрный король · a7 чёрная пешка · b7 чёрная пешка · d7 чёрный конь · e7 чёрная ладья · f7 чёрная пешка · g7 чёрная пешка · h7 чёрная пешка · e6 чёрный слон · f6 чёрный конь · g5 белая ладья · d4 белый ферзь · e4 белая пешка · a3 белая пешка · f3 белая пешка · g3 белый конь · e2 белый слон · g2 белая пешка · h2 белая пешка · c1 белый слон · f1 белая ладья · g1 белый король | a8 чёрная ладья · b8 чёрный ферзь · g8 чёрный король · a7 чёрная пешка · b7 чёрная пешка · d7 чёрный конь · e7 чёрная ладья · f7 чёрная пешка · g7 чёрная пешка · h7 чёрная пешка · e6 чёрный слон · f6 чёрный конь · g5 белая ладья · d4 белый ферзь · e4 белая пешка · a3 белая пешка · f3 белая пешка · g3 белый конь · e2 белый слон · g2 белая пешка · h2 белая пешка · c1 белый слон · f1 белая ладья · g1 белый король | a8 чёрная ладья · b8 чёрный ферзь · g8 чёрный король · a7 чёрная пешка · b7 чёрная пешка · d7 чёрный конь · e7 чёрная ладья · f7 чёрная пешка · g7 чёрная пешка · h7 чёрная пешка · e6 чёрный слон · f6 чёрный конь · g5 белая ладья · d4 белый ферзь · e4 белая пешка · a3 белая пешка · f3 белая пешка · g3 белый конь · e2 белый слон · g2 белая пешка · h2 белая пешка · c1 белый слон · f1 белая ладья · g1 белый король | a8 чёрная ладья · b8 чёрный ферзь · g8 чёрный король · a7 чёрная пешка · b7 чёрная пешка · d7 чёрный конь · e7 чёрная ладья · f7 чёрная пешка · g7 чёрная пешка · h7 чёрная пешка · e6 чёрный слон · f6 чёрный конь · g5 белая ладья · d4 белый ферзь · e4 белая пешка · a3 белая пешка · f3 белая пешка · g3 белый конь · e2 белый слон · g2 белая пешка · h2 белая пешка · c1 белый слон · f1 белая ладья · g1 белый король | a8 чёрная ладья · b8 чёрный ферзь · g8 чёрный король · a7 чёрная пешка · b7 чёрная пешка · d7 чёрный конь · e7 чёрная ладья · f7 чёрная пешка · g7 чёрная пешка · h7 чёрная пешка · e6 чёрный слон · f6 чёрный конь · g5 белая ладья · d4 белый ферзь · e4 белая пешка · a3 белая пешка · f3 белая пешка · g3 белый конь · e2 белый слон · g2 белая пешка · h2 белая пешка · c1 белый слон · f1 белая ладья · g1 белый король | a8 чёрная ладья · b8 чёрный ферзь · g8 чёрный король · a7 чёрная пешка · b7 чёрная пешка · d7 чёрный конь · e7 чёрная ладья · f7 чёрная пешка · g7 чёрная пешка · h7 чёрная пешка · e6 чёрный слон · f6 чёрный конь · g5 белая ладья · d4 белый ферзь · e4 белая пешка · a3 белая пешка · f3 белая пешка · g3 белый конь · e2 белый слон · g2 белая пешка · h2 белая пешка · c1 белый слон · f1 белая ладья · g1 белый король | a8 чёрная ладья · b8 чёрный ферзь · g8 чёрный король · a7 чёрная пешка · b7 чёрная пешка · d7 чёрный конь · e7 чёрная ладья · f7 чёрная пешка · g7 чёрная пешка · h7 чёрная пешка · e6 чёрный слон · f6 чёрный конь · g5 белая ладья · d4 белый ферзь · e4 белая пешка · a3 белая пешка · f3 белая пешка · g3 белый конь · e2 белый слон · g2 белая пешка · h2 белая пешка · c1 белый слон · f1 белая ладья · g1 белый король | a8 чёрная ладья · b8 чёрный ферзь · g8 чёрный король · a7 чёрная пешка · b7 чёрная пешка · d7 чёрный конь · e7 чёрная ладья · f7 чёрная пешка · g7 чёрная пешка · h7 чёрная пешка · e6 чёрный слон · f6 чёрный конь · g5 белая ладья · d4 белый ферзь · e4 белая пешка · a3 белая пешка · f3 белая пешка · g3 белый конь · e2 белый слон · g2 белая пешка · h2 белая пешка · c1 белый слон · f1 белая ладья · g1 белый король | 5 |
| 4 | a8 чёрная ладья · b8 чёрный ферзь · g8 чёрный король · a7 чёрная пешка · b7 чёрная пешка · d7 чёрный конь · e7 чёрная ладья · f7 чёрная пешка · g7 чёрная пешка · h7 чёрная пешка · e6 чёрный слон · f6 чёрный конь · g5 белая ладья · d4 белый ферзь · e4 белая пешка · a3 белая пешка · f3 белая пешка · g3 белый конь · e2 белый слон · g2 белая пешка · h2 белая пешка · c1 белый слон · f1 белая ладья · g1 белый король | a8 чёрная ладья · b8 чёрный ферзь · g8 чёрный король · a7 чёрная пешка · b7 чёрная пешка · d7 чёрный конь · e7 чёрная ладья · f7 чёрная пешка · g7 чёрная пешка · h7 чёрная пешка · e6 чёрный слон · f6 чёрный конь · g5 белая ладья · d4 белый ферзь · e4 белая пешка · a3 белая пешка · f3 белая пешка · g3 белый конь · e2 белый слон · g2 белая пешка · h2 белая пешка · c1 белый слон · f1 белая ладья · g1 белый король | a8 чёрная ладья · b8 чёрный ферзь · g8 чёрный король · a7 чёрная пешка · b7 чёрная пешка · d7 чёрный конь · e7 чёрная ладья · f7 чёрная пешка · g7 чёрная пешка · h7 чёрная пешка · e6 чёрный слон · f6 чёрный конь · g5 белая ладья · d4 белый ферзь · e4 белая пешка · a3 белая пешка · f3 белая пешка · g3 белый конь · e2 белый слон · g2 белая пешка · h2 белая пешка · c1 белый слон · f1 белая ладья · g1 белый король | a8 чёрная ладья · b8 чёрный ферзь · g8 чёрный король · a7 чёрная пешка · b7 чёрная пешка · d7 чёрный конь · e7 чёрная ладья · f7 чёрная пешка · g7 чёрная пешка · h7 чёрная пешка · e6 чёрный слон · f6 чёрный конь · g5 белая ладья · d4 белый ферзь · e4 белая пешка · a3 белая пешка · f3 белая пешка · g3 белый конь · e2 белый слон · g2 белая пешка · h2 белая пешка · c1 белый слон · f1 белая ладья · g1 белый король | a8 чёрная ладья · b8 чёрный ферзь · g8 чёрный король · a7 чёрная пешка · b7 чёрная пешка · d7 чёрный конь · e7 чёрная ладья · f7 чёрная пешка · g7 чёрная пешка · h7 чёрная пешка · e6 чёрный слон · f6 чёрный конь · g5 белая ладья · d4 белый ферзь · e4 белая пешка · a3 белая пешка · f3 белая пешка · g3 белый конь · e2 белый слон · g2 белая пешка · h2 белая пешка · c1 белый слон · f1 белая ладья · g1 белый король | a8 чёрная ладья · b8 чёрный ферзь · g8 чёрный король · a7 чёрная пешка · b7 чёрная пешка · d7 чёрный конь · e7 чёрная ладья · f7 чёрная пешка · g7 чёрная пешка · h7 чёрная пешка · e6 чёрный слон · f6 чёрный конь · g5 белая ладья · d4 белый ферзь · e4 белая пешка · a3 белая пешка · f3 белая пешка · g3 белый конь · e2 белый слон · g2 белая пешка · h2 белая пешка · c1 белый слон · f1 белая ладья · g1 белый король | a8 чёрная ладья · b8 чёрный ферзь · g8 чёрный король · a7 чёрная пешка · b7 чёрная пешка · d7 чёрный конь · e7 чёрная ладья · f7 чёрная пешка · g7 чёрная пешка · h7 чёрная пешка · e6 чёрный слон · f6 чёрный конь · g5 белая ладья · d4 белый ферзь · e4 белая пешка · a3 белая пешка · f3 белая пешка · g3 белый конь · e2 белый слон · g2 белая пешка · h2 белая пешка · c1 белый слон · f1 белая ладья · g1 белый король | a8 чёрная ладья · b8 чёрный ферзь · g8 чёрный король · a7 чёрная пешка · b7 чёрная пешка · d7 чёрный конь · e7 чёрная ладья · f7 чёрная пешка · g7 чёрная пешка · h7 чёрная пешка · e6 чёрный слон · f6 чёрный конь · g5 белая ладья · d4 белый ферзь · e4 белая пешка · a3 белая пешка · f3 белая пешка · g3 белый конь · e2 белый слон · g2 белая пешка · h2 белая пешка · c1 белый слон · f1 белая ладья · g1 белый король | 4 |
| 3 | a8 чёрная ладья · b8 чёрный ферзь · g8 чёрный король · a7 чёрная пешка · b7 чёрная пешка · d7 чёрный конь · e7 чёрная ладья · f7 чёрная пешка · g7 чёрная пешка · h7 чёрная пешка · e6 чёрный слон · f6 чёрный конь · g5 белая ладья · d4 белый ферзь · e4 белая пешка · a3 белая пешка · f3 белая пешка · g3 белый конь · e2 белый слон · g2 белая пешка · h2 белая пешка · c1 белый слон · f1 белая ладья · g1 белый король | a8 чёрная ладья · b8 чёрный ферзь · g8 чёрный король · a7 чёрная пешка · b7 чёрная пешка · d7 чёрный конь · e7 чёрная ладья · f7 чёрная пешка · g7 чёрная пешка · h7 чёрная пешка · e6 чёрный слон · f6 чёрный конь · g5 белая ладья · d4 белый ферзь · e4 белая пешка · a3 белая пешка · f3 белая пешка · g3 белый конь · e2 белый слон · g2 белая пешка · h2 белая пешка · c1 белый слон · f1 белая ладья · g1 белый король | a8 чёрная ладья · b8 чёрный ферзь · g8 чёрный король · a7 чёрная пешка · b7 чёрная пешка · d7 чёрный конь · e7 чёрная ладья · f7 чёрная пешка · g7 чёрная пешка · h7 чёрная пешка · e6 чёрный слон · f6 чёрный конь · g5 белая ладья · d4 белый ферзь · e4 белая пешка · a3 белая пешка · f3 белая пешка · g3 белый конь · e2 белый слон · g2 белая пешка · h2 белая пешка · c1 белый слон · f1 белая ладья · g1 белый король | a8 чёрная ладья · b8 чёрный ферзь · g8 чёрный король · a7 чёрная пешка · b7 чёрная пешка · d7 чёрный конь · e7 чёрная ладья · f7 чёрная пешка · g7 чёрная пешка · h7 чёрная пешка · e6 чёрный слон · f6 чёрный конь · g5 белая ладья · d4 белый ферзь · e4 белая пешка · a3 белая пешка · f3 белая пешка · g3 белый конь · e2 белый слон · g2 белая пешка · h2 белая пешка · c1 белый слон · f1 белая ладья · g1 белый король | a8 чёрная ладья · b8 чёрный ферзь · g8 чёрный король · a7 чёрная пешка · b7 чёрная пешка · d7 чёрный конь · e7 чёрная ладья · f7 чёрная пешка · g7 чёрная пешка · h7 чёрная пешка · e6 чёрный слон · f6 чёрный конь · g5 белая ладья · d4 белый ферзь · e4 белая пешка · a3 белая пешка · f3 белая пешка · g3 белый конь · e2 белый слон · g2 белая пешка · h2 белая пешка · c1 белый слон · f1 белая ладья · g1 белый король | a8 чёрная ладья · b8 чёрный ферзь · g8 чёрный король · a7 чёрная пешка · b7 чёрная пешка · d7 чёрный конь · e7 чёрная ладья · f7 чёрная пешка · g7 чёрная пешка · h7 чёрная пешка · e6 чёрный слон · f6 чёрный конь · g5 белая ладья · d4 белый ферзь · e4 белая пешка · a3 белая пешка · f3 белая пешка · g3 белый конь · e2 белый слон · g2 белая пешка · h2 белая пешка · c1 белый слон · f1 белая ладья · g1 белый король | a8 чёрная ладья · b8 чёрный ферзь · g8 чёрный король · a7 чёрная пешка · b7 чёрная пешка · d7 чёрный конь · e7 чёрная ладья · f7 чёрная пешка · g7 чёрная пешка · h7 чёрная пешка · e6 чёрный слон · f6 чёрный конь · g5 белая ладья · d4 белый ферзь · e4 белая пешка · a3 белая пешка · f3 белая пешка · g3 белый конь · e2 белый слон · g2 белая пешка · h2 белая пешка · c1 белый слон · f1 белая ладья · g1 белый король | a8 чёрная ладья · b8 чёрный ферзь · g8 чёрный король · a7 чёрная пешка · b7 чёрная пешка · d7 чёрный конь · e7 чёрная ладья · f7 чёрная пешка · g7 чёрная пешка · h7 чёрная пешка · e6 чёрный слон · f6 чёрный конь · g5 белая ладья · d4 белый ферзь · e4 белая пешка · a3 белая пешка · f3 белая пешка · g3 белый конь · e2 белый слон · g2 белая пешка · h2 белая пешка · c1 белый слон · f1 белая ладья · g1 белый король | 3 |
| 2 | a8 чёрная ладья · b8 чёрный ферзь · g8 чёрный король · a7 чёрная пешка · b7 чёрная пешка · d7 чёрный конь · e7 чёрная ладья · f7 чёрная пешка · g7 чёрная пешка · h7 чёрная пешка · e6 чёрный слон · f6 чёрный конь · g5 белая ладья · d4 белый ферзь · e4 белая пешка · a3 белая пешка · f3 белая пешка · g3 белый конь · e2 белый слон · g2 белая пешка · h2 белая пешка · c1 белый слон · f1 белая ладья · g1 белый король | a8 чёрная ладья · b8 чёрный ферзь · g8 чёрный король · a7 чёрная пешка · b7 чёрная пешка · d7 чёрный конь · e7 чёрная ладья · f7 чёрная пешка · g7 чёрная пешка · h7 чёрная пешка · e6 чёрный слон · f6 чёрный конь · g5 белая ладья · d4 белый ферзь · e4 белая пешка · a3 белая пешка · f3 белая пешка · g3 белый конь · e2 белый слон · g2 белая пешка · h2 белая пешка · c1 белый слон · f1 белая ладья · g1 белый король | a8 чёрная ладья · b8 чёрный ферзь · g8 чёрный король · a7 чёрная пешка · b7 чёрная пешка · d7 чёрный конь · e7 чёрная ладья · f7 чёрная пешка · g7 чёрная пешка · h7 чёрная пешка · e6 чёрный слон · f6 чёрный конь · g5 белая ладья · d4 белый ферзь · e4 белая пешка · a3 белая пешка · f3 белая пешка · g3 белый конь · e2 белый слон · g2 белая пешка · h2 белая пешка · c1 белый слон · f1 белая ладья · g1 белый король | a8 чёрная ладья · b8 чёрный ферзь · g8 чёрный король · a7 чёрная пешка · b7 чёрная пешка · d7 чёрный конь · e7 чёрная ладья · f7 чёрная пешка · g7 чёрная пешка · h7 чёрная пешка · e6 чёрный слон · f6 чёрный конь · g5 белая ладья · d4 белый ферзь · e4 белая пешка · a3 белая пешка · f3 белая пешка · g3 белый конь · e2 белый слон · g2 белая пешка · h2 белая пешка · c1 белый слон · f1 белая ладья · g1 белый король | a8 чёрная ладья · b8 чёрный ферзь · g8 чёрный король · a7 чёрная пешка · b7 чёрная пешка · d7 чёрный конь · e7 чёрная ладья · f7 чёрная пешка · g7 чёрная пешка · h7 чёрная пешка · e6 чёрный слон · f6 чёрный конь · g5 белая ладья · d4 белый ферзь · e4 белая пешка · a3 белая пешка · f3 белая пешка · g3 белый конь · e2 белый слон · g2 белая пешка · h2 белая пешка · c1 белый слон · f1 белая ладья · g1 белый король | a8 чёрная ладья · b8 чёрный ферзь · g8 чёрный король · a7 чёрная пешка · b7 чёрная пешка · d7 чёрный конь · e7 чёрная ладья · f7 чёрная пешка · g7 чёрная пешка · h7 чёрная пешка · e6 чёрный слон · f6 чёрный конь · g5 белая ладья · d4 белый ферзь · e4 белая пешка · a3 белая пешка · f3 белая пешка · g3 белый конь · e2 белый слон · g2 белая пешка · h2 белая пешка · c1 белый слон · f1 белая ладья · g1 белый король | a8 чёрная ладья · b8 чёрный ферзь · g8 чёрный король · a7 чёрная пешка · b7 чёрная пешка · d7 чёрный конь · e7 чёрная ладья · f7 чёрная пешка · g7 чёрная пешка · h7 чёрная пешка · e6 чёрный слон · f6 чёрный конь · g5 белая ладья · d4 белый ферзь · e4 белая пешка · a3 белая пешка · f3 белая пешка · g3 белый конь · e2 белый слон · g2 белая пешка · h2 белая пешка · c1 белый слон · f1 белая ладья · g1 белый король | a8 чёрная ладья · b8 чёрный ферзь · g8 чёрный король · a7 чёрная пешка · b7 чёрная пешка · d7 чёрный конь · e7 чёрная ладья · f7 чёрная пешка · g7 чёрная пешка · h7 чёрная пешка · e6 чёрный слон · f6 чёрный конь · g5 белая ладья · d4 белый ферзь · e4 белая пешка · a3 белая пешка · f3 белая пешка · g3 белый конь · e2 белый слон · g2 белая пешка · h2 белая пешка · c1 белый слон · f1 белая ладья · g1 белый король | 2 |
| 1 | a8 чёрная ладья · b8 чёрный ферзь · g8 чёрный король · a7 чёрная пешка · b7 чёрная пешка · d7 чёрный конь · e7 чёрная ладья · f7 чёрная пешка · g7 чёрная пешка · h7 чёрная пешка · e6 чёрный слон · f6 чёрный конь · g5 белая ладья · d4 белый ферзь · e4 белая пешка · a3 белая пешка · f3 белая пешка · g3 белый конь · e2 белый слон · g2 белая пешка · h2 белая пешка · c1 белый слон · f1 белая ладья · g1 белый король | a8 чёрная ладья · b8 чёрный ферзь · g8 чёрный король · a7 чёрная пешка · b7 чёрная пешка · d7 чёрный конь · e7 чёрная ладья · f7 чёрная пешка · g7 чёрная пешка · h7 чёрная пешка · e6 чёрный слон · f6 чёрный конь · g5 белая ладья · d4 белый ферзь · e4 белая пешка · a3 белая пешка · f3 белая пешка · g3 белый конь · e2 белый слон · g2 белая пешка · h2 белая пешка · c1 белый слон · f1 белая ладья · g1 белый король | a8 чёрная ладья · b8 чёрный ферзь · g8 чёрный король · a7 чёрная пешка · b7 чёрная пешка · d7 чёрный конь · e7 чёрная ладья · f7 чёрная пешка · g7 чёрная пешка · h7 чёрная пешка · e6 чёрный слон · f6 чёрный конь · g5 белая ладья · d4 белый ферзь · e4 белая пешка · a3 белая пешка · f3 белая пешка · g3 белый конь · e2 белый слон · g2 белая пешка · h2 белая пешка · c1 белый слон · f1 белая ладья · g1 белый король | a8 чёрная ладья · b8 чёрный ферзь · g8 чёрный король · a7 чёрная пешка · b7 чёрная пешка · d7 чёрный конь · e7 чёрная ладья · f7 чёрная пешка · g7 чёрная пешка · h7 чёрная пешка · e6 чёрный слон · f6 чёрный конь · g5 белая ладья · d4 белый ферзь · e4 белая пешка · a3 белая пешка · f3 белая пешка · g3 белый конь · e2 белый слон · g2 белая пешка · h2 белая пешка · c1 белый слон · f1 белая ладья · g1 белый король | a8 чёрная ладья · b8 чёрный ферзь · g8 чёрный король · a7 чёрная пешка · b7 чёрная пешка · d7 чёрный конь · e7 чёрная ладья · f7 чёрная пешка · g7 чёрная пешка · h7 чёрная пешка · e6 чёрный слон · f6 чёрный конь · g5 белая ладья · d4 белый ферзь · e4 белая пешка · a3 белая пешка · f3 белая пешка · g3 белый конь · e2 белый слон · g2 белая пешка · h2 белая пешка · c1 белый слон · f1 белая ладья · g1 белый король | a8 чёрная ладья · b8 чёрный ферзь · g8 чёрный король · a7 чёрная пешка · b7 чёрная пешка · d7 чёрный конь · e7 чёрная ладья · f7 чёрная пешка · g7 чёрная пешка · h7 чёрная пешка · e6 чёрный слон · f6 чёрный конь · g5 белая ладья · d4 белый ферзь · e4 белая пешка · a3 белая пешка · f3 белая пешка · g3 белый конь · e2 белый слон · g2 белая пешка · h2 белая пешка · c1 белый слон · f1 белая ладья · g1 белый король | a8 чёрная ладья · b8 чёрный ферзь · g8 чёрный король · a7 чёрная пешка · b7 чёрная пешка · d7 чёрный конь · e7 чёрная ладья · f7 чёрная пешка · g7 чёрная пешка · h7 чёрная пешка · e6 чёрный слон · f6 чёрный конь · g5 белая ладья · d4 белый ферзь · e4 белая пешка · a3 белая пешка · f3 белая пешка · g3 белый конь · e2 белый слон · g2 белая пешка · h2 белая пешка · c1 белый слон · f1 белая ладья · g1 белый король | a8 чёрная ладья · b8 чёрный ферзь · g8 чёрный король · a7 чёрная пешка · b7 чёрная пешка · d7 чёрный конь · e7 чёрная ладья · f7 чёрная пешка · g7 чёрная пешка · h7 чёрная пешка · e6 чёрный слон · f6 чёрный конь · g5 белая ладья · d4 белый ферзь · e4 белая пешка · a3 белая пешка · f3 белая пешка · g3 белый конь · e2 белый слон · g2 белая пешка · h2 белая пешка · c1 белый слон · f1 белая ладья · g1 белый король | 1 |
|   | a | b | c | d | e | f | g | h |   |

1. d4 Кf6 2. c4 e6 3. Кс3 Сb4 4. e3 O-O 5. a3 С:c3+ 6. bc Ле8 7. Ке2 e5 8. Кg3 d6 9. Се2 Кbd7 10. O-O c5 11. f3 cd 12. cd Кb6 13. Сb2 ed 14. e4 Се6 15. Лс1 Ле7 16. Ф:d4 Фс7 17. c5 dc 18. Л:c5 Фf4 19. Сс1 Фb8 20. Лg5 Кbd7 (см. диаграмму)
21. Л:g7+ Кр: g7 22. Кһ5+ Крg6 23. Фе3, 1 : 0

## Память
В 1948 году была выпущена серия почтовых марок СССР, посвященных этому событию:

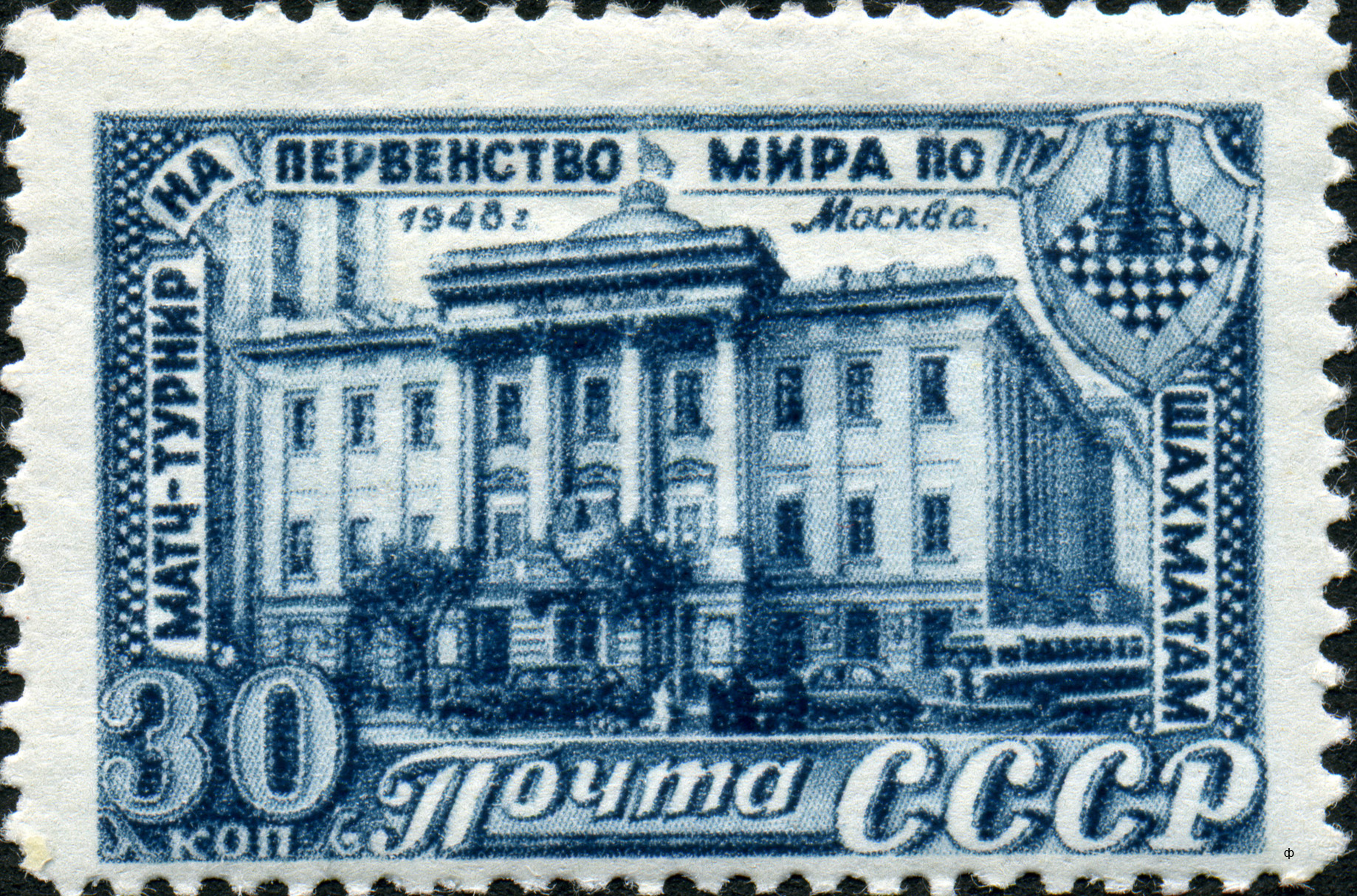
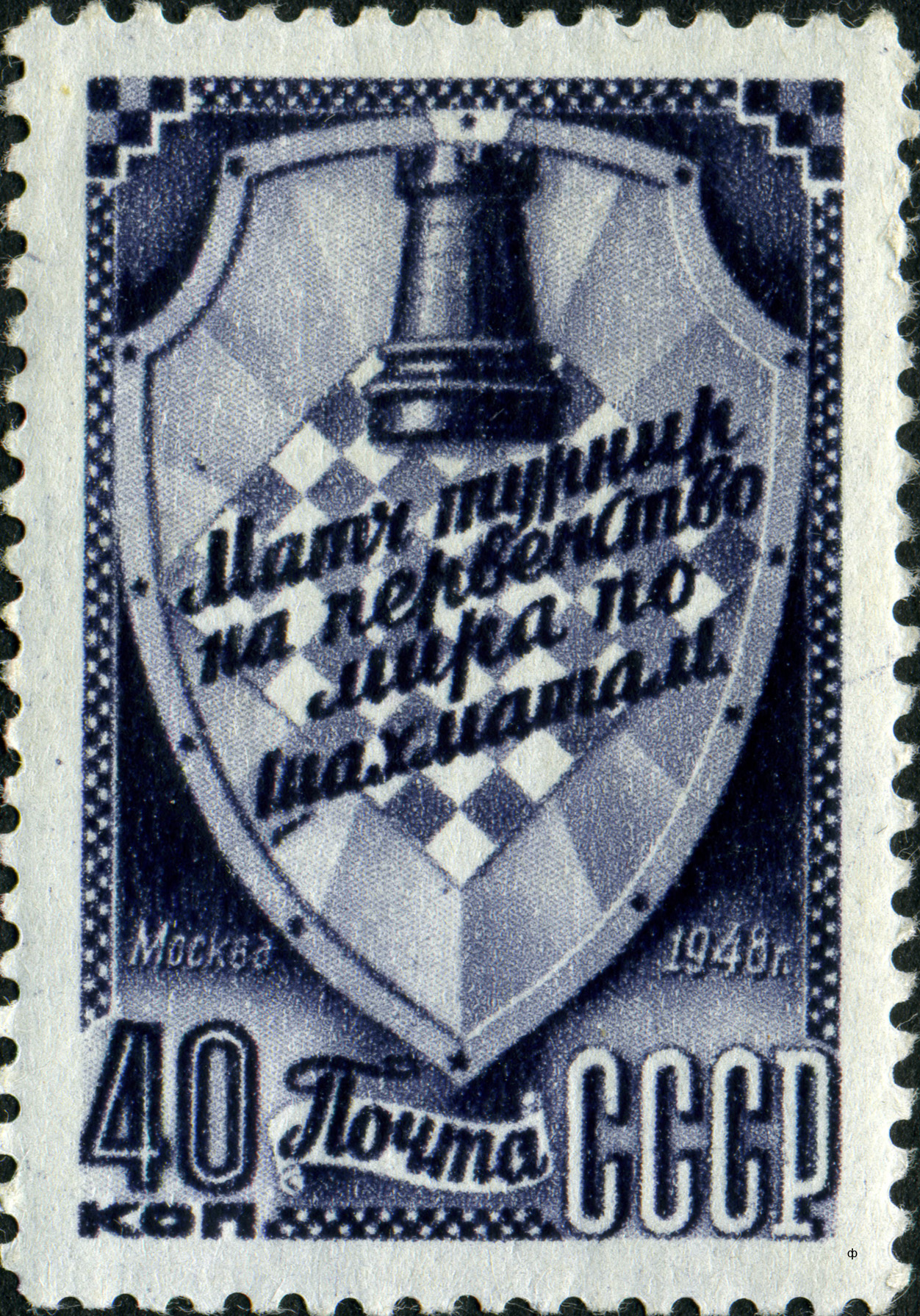
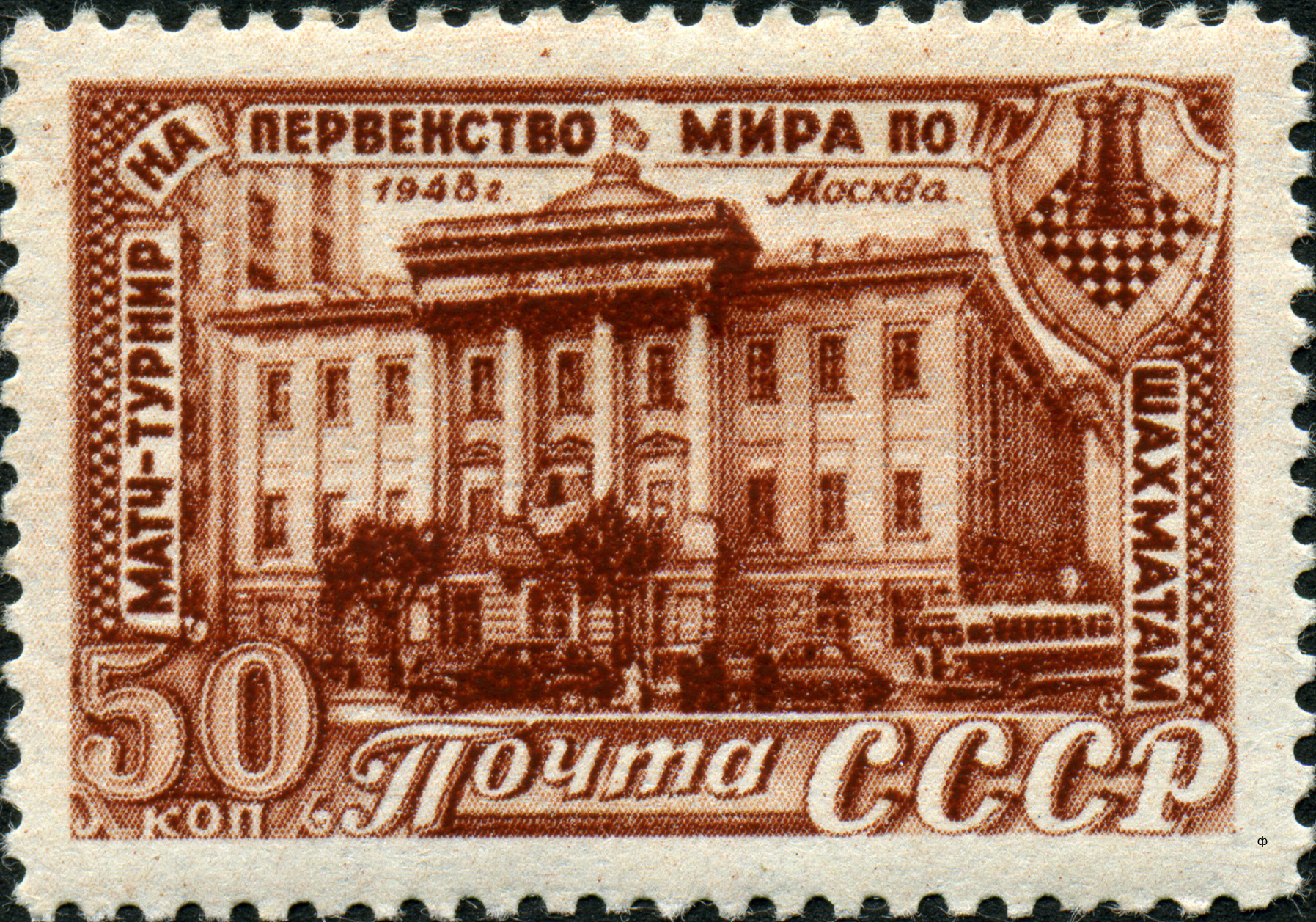